# Festival de Cinema de Los Angeles
O Festival de Cinema de Los Angeles (em inglês:  Los Angeles Film Festival) é um evento cinematográfico realizado em dez dias na cidade de Los Angeles no mês de junho.
O festival recebe anualmente mais de 85 mil espectadores apresentando filmes de cinema independente, curta-metragens, longa-metragens, documentários e vídeos musicais.
O evento também inclui estreias mundiais, seminários e exibição de curtas-metragens ao ar livre.

## História
O festival teve início em 1971 sob o nome de "Los Angeles International Film Exposition" (Filmex) e foi criado por Gary Essert. Ele permaneceu como diretor até 1983.
Em 1995 o evento mudou de nome passando a se chamar "Los Angeles International Film Festival" (LAIFF) com duração de 5 dias. O LAIFF foi realizada no prédio do Directors Guild of America em Hollywood até 2001. Logo após o evento foi absorvido pela "Film Independent".